# Kakabia
Kakabia, en indonésien Pulau Kakabia, est une île d'Indonésie située dans la mer de Florès, au sud de l'île de Buton et à l'est de l'atoll de Taka Bonerate.
Elle constitue une destination pour la plongée sous-marine et une escale pour les navires de croisières qui visitent les îles au sud de Sulawesi.